# Club de Deportes Badminton
El Club de Deportes Badminton fou un club de futbol xile de la ciutat de Santiago de Xile.
Va ser fundat el 12 de juliol de 1912 com a Santiago Badminton Football Club. Fou un dels 8 clubs fundadors de la lliga xilena de futbol professional el 1933. Posteriorment adoptà el nom Club de Deportes Badminton. El 1950 es fusionà amb Ferroviarios, creant el CD Ferrobadminton. El 1969 deixà la capital i es traslladà a Curicó, on jugà fins al 1973, quan desaparegué.

## Palmarès
- Segona divisió xilena de futbol: 
  - 1965 (com a Ferrobadminton)

## Referències

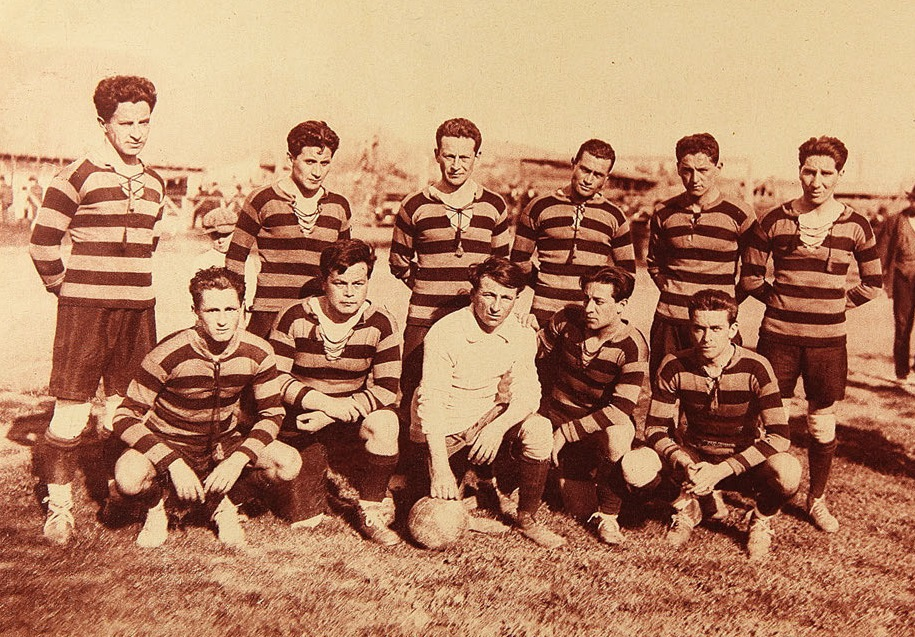
Santiago Badminton el 1924.